# 総括制御 (トロリーバス)

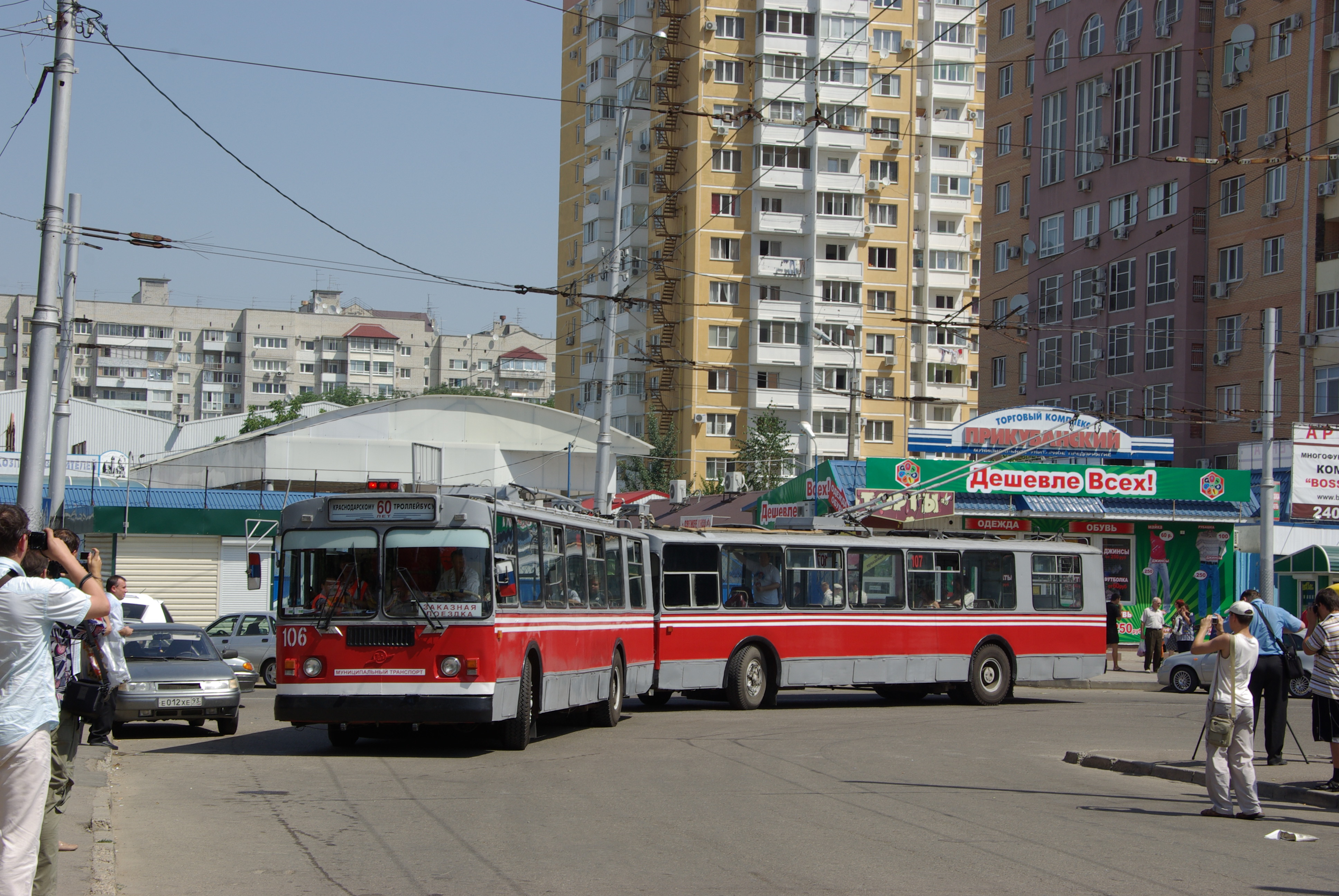
総括制御編成を組むクラスノダールのトロリーバス（2010年撮影）

この項目では、かつてソビエト連邦や崩壊後の各国（ロシア連邦、ウクライナ等）のトロリーバスで実施された、2台の車両を連結した総括制御運転について解説する。動力がない旅客用車両を牽引するトレーラーバスとは異なり、これらの連結運転は編成内のトロリーバスの主電動機や制動装置、タイヤの回転、乗降扉の操作などを先頭車の運転士が一括で操作する事が可能であり、「トロリーバス列車」（ロシア語: троллейбусный поезд）とも呼ばれていた。

## 開発までの経緯
バスやトロリーバスの歴史において、収容力の増加は長年に渡る大きな課題であった。縦方向に車体を伸ばし定員数を増やす2階建てバスも解決策の1つであったが、トロリーバスにおいては重心の高さや速度、操作性の面において普及せず、代わりに各地で導入されたのが、連結棒を用いて動力がない車両を連結するフルトレーラー方式であった。ソビエト連邦（ソ連）においても利用客の増加に対応するため、1960年代以降トロリーバス車両の主電動機や走行機器を取り外して重量を軽減させた車両を後方に連結したフルトレーラー方式がモスクワ、レニングラード、キエフなど各地で試験的に導入された。しかし、これらの方法は後方に連結した車両の重量分の負荷が先頭車両にかかり走行機器の摩耗が急速に進み故障が相次いだ事、曲線走行時に双方の車両のタイヤの軌道が異なる事などの欠点が多く指摘され、本格的な実用化に至ることはなかった。
海外でもこれらの欠点からフルトレーラー方式も主流にはならず、最終的にこれらの欠点を解消した連節バスが世界中で多数採用される事となったが、計画経済を導入していた共産主義国家のソ連では生産ラインの刷新が必要となる事から連節式トロリーバスの生産は1967年を最後に長年に渡って実施されず、導入は一部の輸入車両のみに限られていた。そのような状況下でも各都市でのトロリーバスの需要は増す一方であり、ドライバー不足やメンテナンス頻度の増加という面も含めてトロリーバスの輸送力増強は緊急の課題となっていた。
そこで、現：ウクライナのキエフの技術者であったウラジーミル・フィリッポビッチ・ヴェクリチ（Владимир Филиппович Веклич）は、2台のトロリーバスを連結した上で電気回路や制動装置（空気ブレーキ）を接続し、先頭の車両から一括で操作する総括制御を導入する事を発案した。研究は1964年から開始され、2台の車両の機器の同期化、タイヤの軌道の統一など多数の課題が浮上しながらも、2年という期間の中でそれらの問題は解決され、試験を経て1966年6月12日からキエフ市内のトロリーバス（キエフ・トロリーバス）の路線を用いた営業運転が開始された。
総括制御による2両編成のトロリーバスの導入成果は著しく、収容客数の増加のみならず、大量の車両を運用する必要がなくなった事でメンテナンス頻度や必要車両数の減少などの効果がもたらされ、1968年時点での経済効果は16万ルーブルを記録した。この成果を受け、ソ連各地の都市で同様の構造を有したトロリーバスによる連結運転が実施されるようになった。
この総括制御運転については、1960年代当時のソ連においてこのような形態の車両を認める法律が存在しなかったために事実上違法であったが、導入が行われた各地の都市で一度も事故が起こらなかった事から黙認状態が続き、最終的に1976年に「トロリーバス列車（Поезд троллейбусный）」として合法化された経緯を持つ。

## 車両

### MTB-82D（МТБ-82Д）
トロリーバスにおいて大祖国戦争後初めて量産が実施されたトロリーバス。ソ連各地の都市に導入されたが、その中でもキエフで使用されていたMTB-82Dが最初の総括制御編成として改造を受けた。試験車両を含めて1968年までに49編成がキエフに導入された他、ミンスクやモスクワにも1編成づつ導入された。しかし旧型車両であった事から2両編成としての使用は短期間に終わり、ミンスクからは1973年、キエフからは1974年に総括制御運転を終了した他、モスクワでは試運転のみに終わった。
開発時、これらの車両には閑散時での運用や消費電力を考慮し、車庫で短時間での車両の切り離しが可能な構造となっていたが、実際の運用では常に連結運転が行われ使用される機会は僅かに留まった。そのため次項で述べる後継車両にこの機構は用いられていない。
| MTB-82D 総括制御編成 主要諸元 | MTB-82D 総括制御編成 主要諸元 | MTB-82D 総括制御編成 主要諸元 | MTB-82D 総括制御編成 主要諸元 | MTB-82D 総括制御編成 主要諸元 | MTB-82D 総括制御編成 主要諸元 | MTB-82D 総括制御編成 主要諸元 |
| 編成長                        | 着席定員                      | 立席定員                      | 立席定員                      | 加速度                        | 減速度                        | 参考                          |
| 編成長                        | 着席定員                      | 乗客密度4人/m2時              | 乗客密度8人/m2時              | 加速度                        | 減速度                        | 参考                          |
| ----------------------------- | ----------------------------- | ----------------------------- | ----------------------------- | ----------------------------- | ----------------------------- | ----------------------------- |
| 21,730mm                      | 78人                          | 130人                         | 184人                         | 1.0m/s2                       | 4.0m/s2                       | [ 2 ] [ 9 ]                   |

### シュコダ9Tr（Škoda 9Tr）

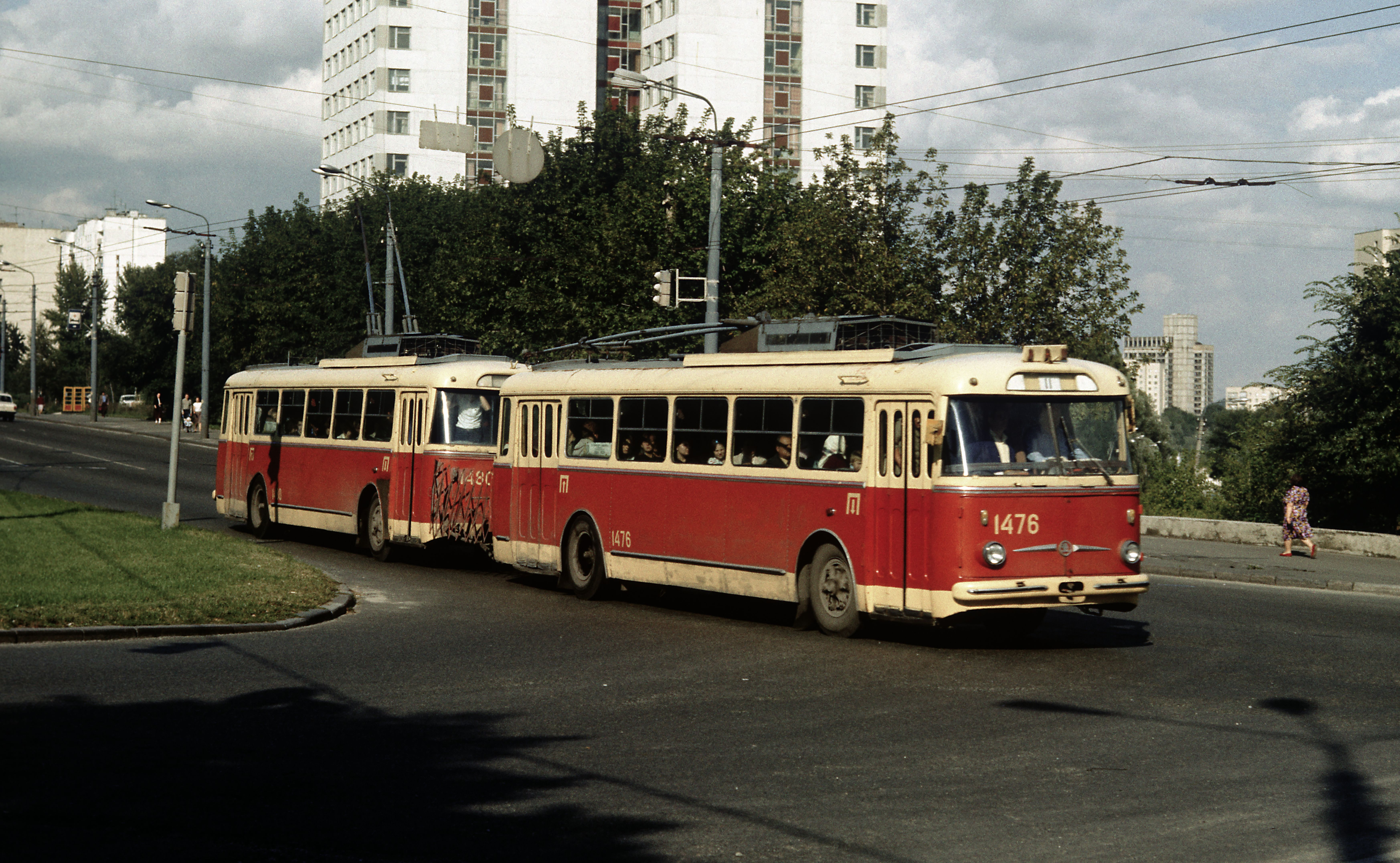
シュコダ9Tr（キエフ）
（1986年撮影）

チェコスロバキア（現：チェコ）のシュコダで生産され、ソ連にも多数の車両が輸入されたトロリーバス。旧式車両であったMTB-82Dに代わる総括制御運転用車両として1968年から導入が実施された。MTB-82Dの運用実績から一部の設計が変更され、実際の営業運転で使用されなかった切り離しシステムの撤去、接続装置の簡素化が行われた他、後方に連結される車両は前照灯等の搭載も行われず、当初から総括制御運転を前提とした構造となっていた。
キエフを含めたソ連各地の都市へ向けて多数の編成が導入された他、1975年から1981年の間にはブルガリアの首都・ソフィアのトロリーバス（ソフィア・トロリーバス）でも使用された。これらの大量導入の過程では以下のような形態の編成も考案されたものの、様々な事情や試験結果からどれも実現に至ることはなかった。
- 両方向形編成 - 道幅が狭い通りでのUターンを解消するため、2台の9Trを背中合わせに連結する事で運転台を前後に備えた編成。双方の車両は鉄道における自動連結器に類似した連結器で繋がれ、一方の車両には車体左側にも乗降扉が増設された。だが試験の結果内輪差が問題となり、実現する事はなかった[1]。
- 3両編成 - 1970年代当時のキエフに開通したライトレール（キエフ・ライトレール）と共に、新興住宅地から市内中心部への大量輸送を実現させるために考案された、全長35 mにも及ぶ長大な総括制御編成。ウラジーミル・ヴェクリチの主導の元、1976年に実験が行われたが、ライトレールの輸送力で需要が賄えると判断され実現する事はなかった[1]。

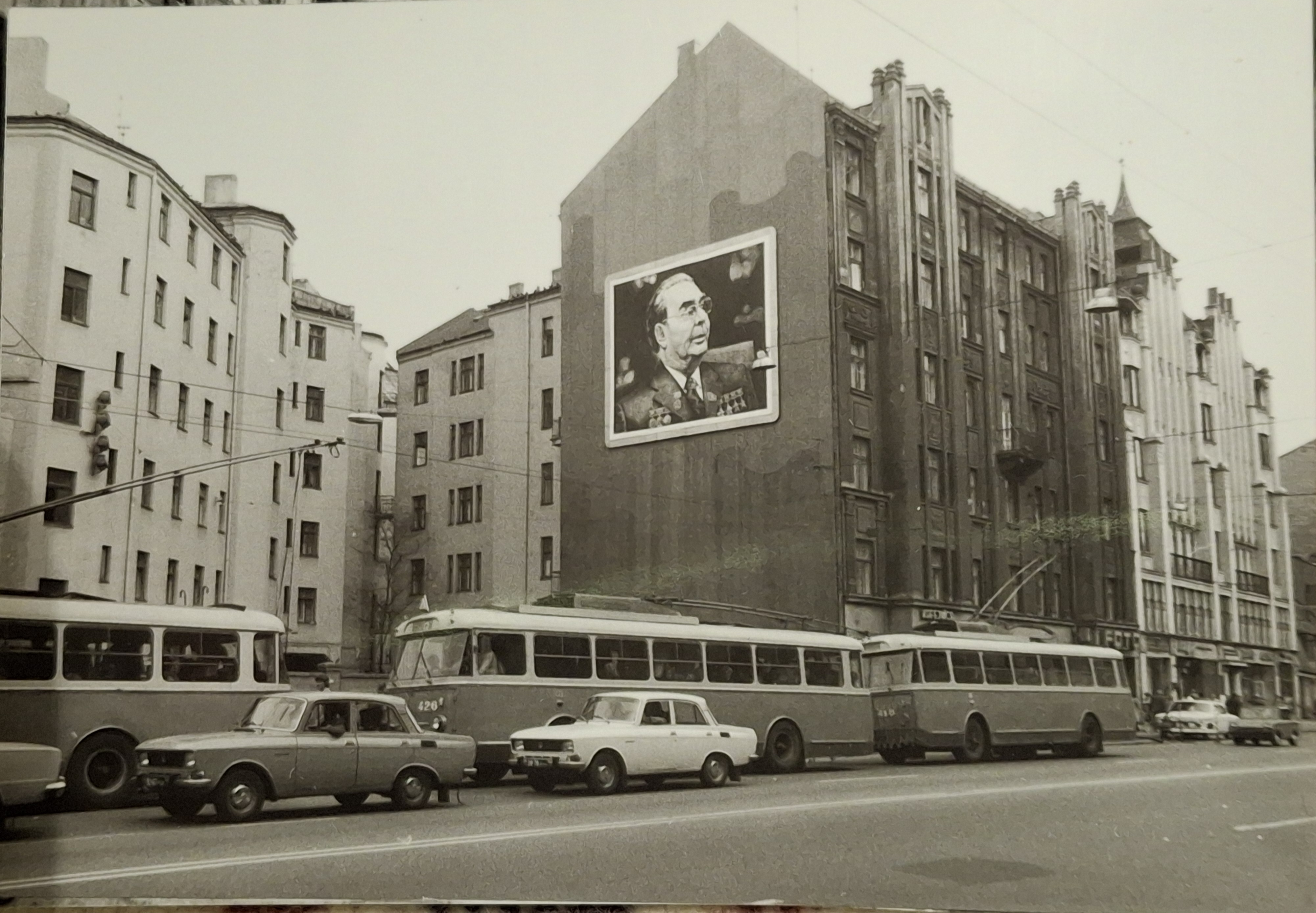
シュコダ9Tr（リガ） （1982年撮影）

### ZiU-9（ЗиУ-9）

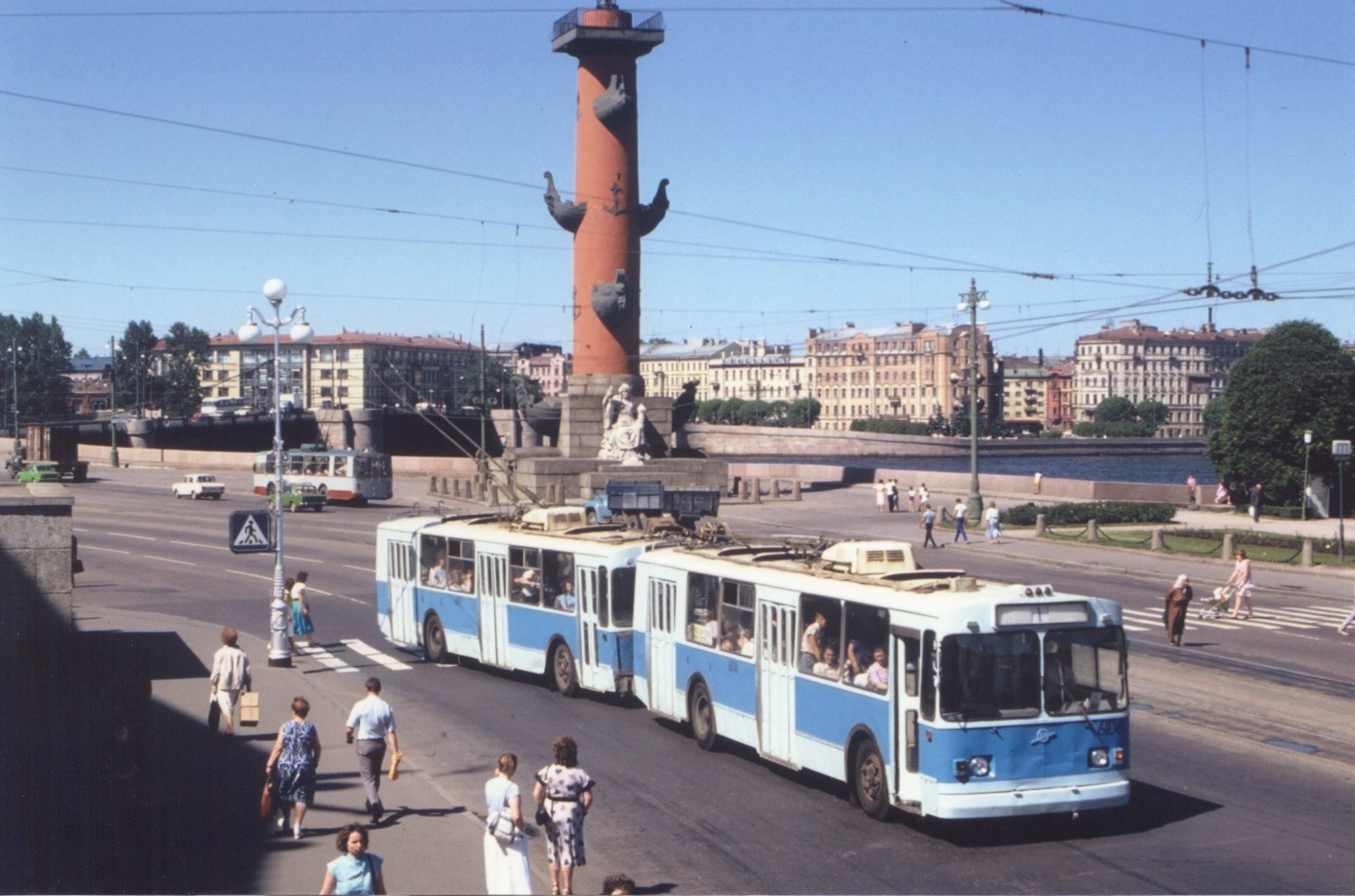
ZiU-9（レニングラード）
（1987年撮影）

ソ連を含む世界各地に向けて42,000両以上もの大量生産が実施された、世界で最も多くの車両が作られたトロリーバス。従来の車両から車体が大型化したものの、増え続ける需要への対応から総括制御運転への対応が考案されるようになった。
最初に総括制御運転の導入が検討されたのは現：カザフスタンのアルマトイで、シュコダ9Trに採用された構造を基にサバエフ大学で研究が進められ、1981年に実施された試験が成功した事で複数の編成が同市のトロリーバスに導入された。その後、これらの技術は都市の急速な発展によるドライバー不足の問題を抱えていたレニングラード（レニングラード・トロリーバス）にも導入される事となり、1982年から1990年までに116編成が登場した他、これらの実績を受けて他都市でも同様の編成を組んだZiU-9が多数導入される事となった。

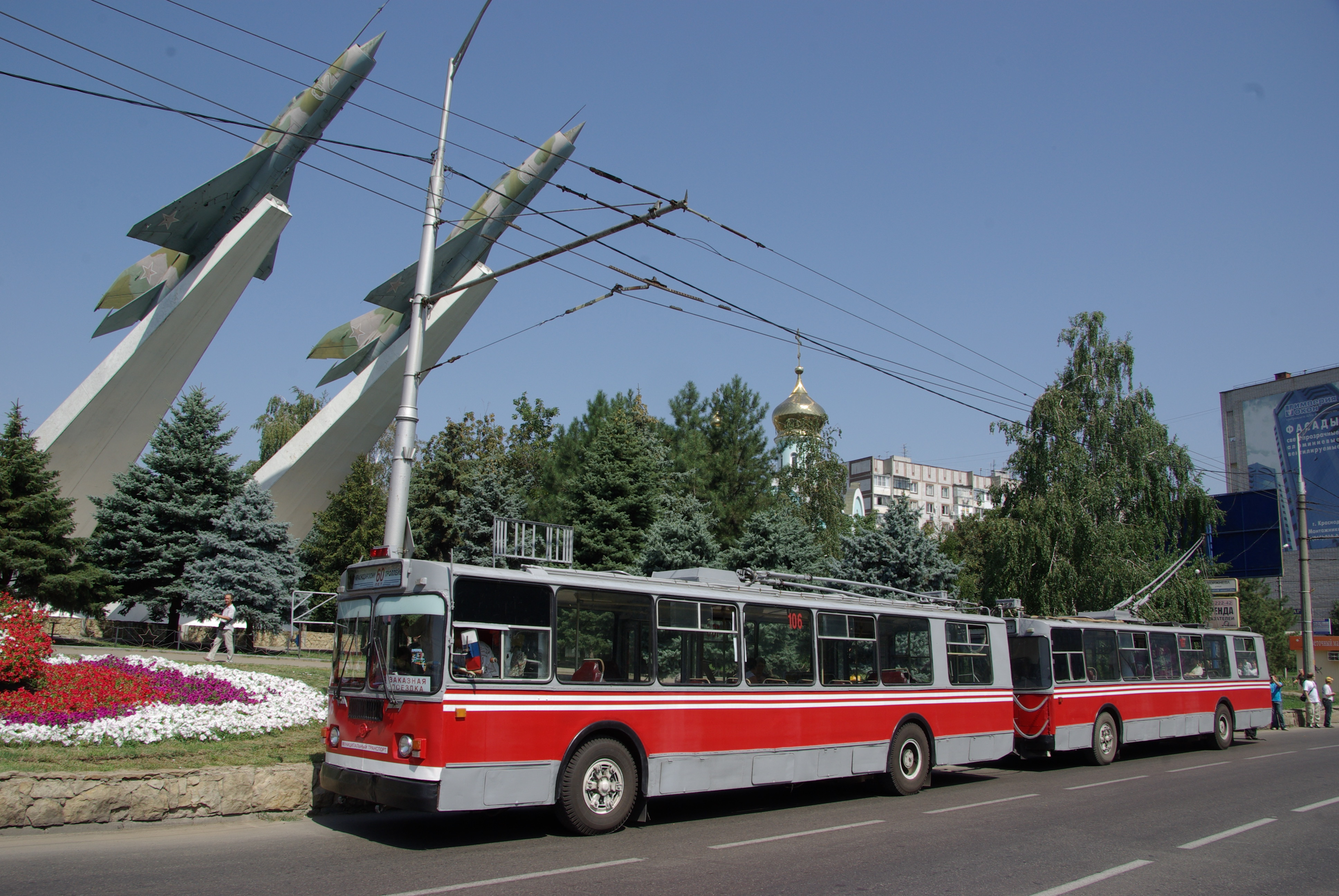
ZiU-9（クラスノダール） （2010年撮影）
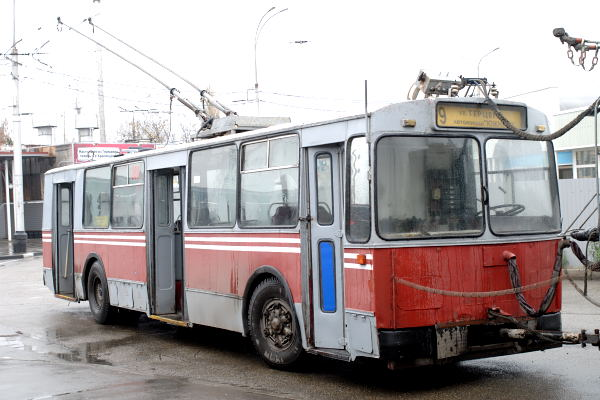
後方に連結される車両は前照灯が設置されていなかった（2008年撮影）

### その他
上記の車両に加えて、現：ウクライナの都市であるオデッサやハルキウではキエフで生産されたトロリーバスの一部を改造し総括制御編成を組ませたが、機器の信頼性の低さからこれらの運行は短期間で終わった。また、1980年代前半にシュコダは同社が展開していたシュコダ14Trを用いた総括制御編成を開発し、試運転を実施したものの内輪差等の問題から実用化には至らなかった。

## 廃止までの過程
1986年、ソ連では連節式トロリーバスのZiU-10の製造が開始されたが、当初は生産量の少なさ故に各都市へ行き届くまでには至らず、1990年代初頭の段階でも各都市に総括制御編成の導入が継続して行われた。最後の導入先となったのはソ連崩壊後、ウクライナのムィコラーイウ（ムィコラーイウ・トロリーバス、1994年）であった。
だが、ソ連崩壊後は利用客の減少に加えて連節式トロリーバスの導入が急速に進み、保守面や消費エネルギー、機動性、操作性など多くの面で不利であった総括制御編成は次々に運行を終了していった。発祥の地であったキーウ（キエフ）からは1994年に、最後の導入先となったムィコラーイウからは2001年に、レニングラード改めサンクトペテルブルクからは2002年に廃止され、最後まで運行を続けていたクラスノダール（クラスノダール・トロリーバス）で2013年12月31日をもって終了した事で、47年以上にも渡ったトロリーバスの総括制御運転は姿を消した。

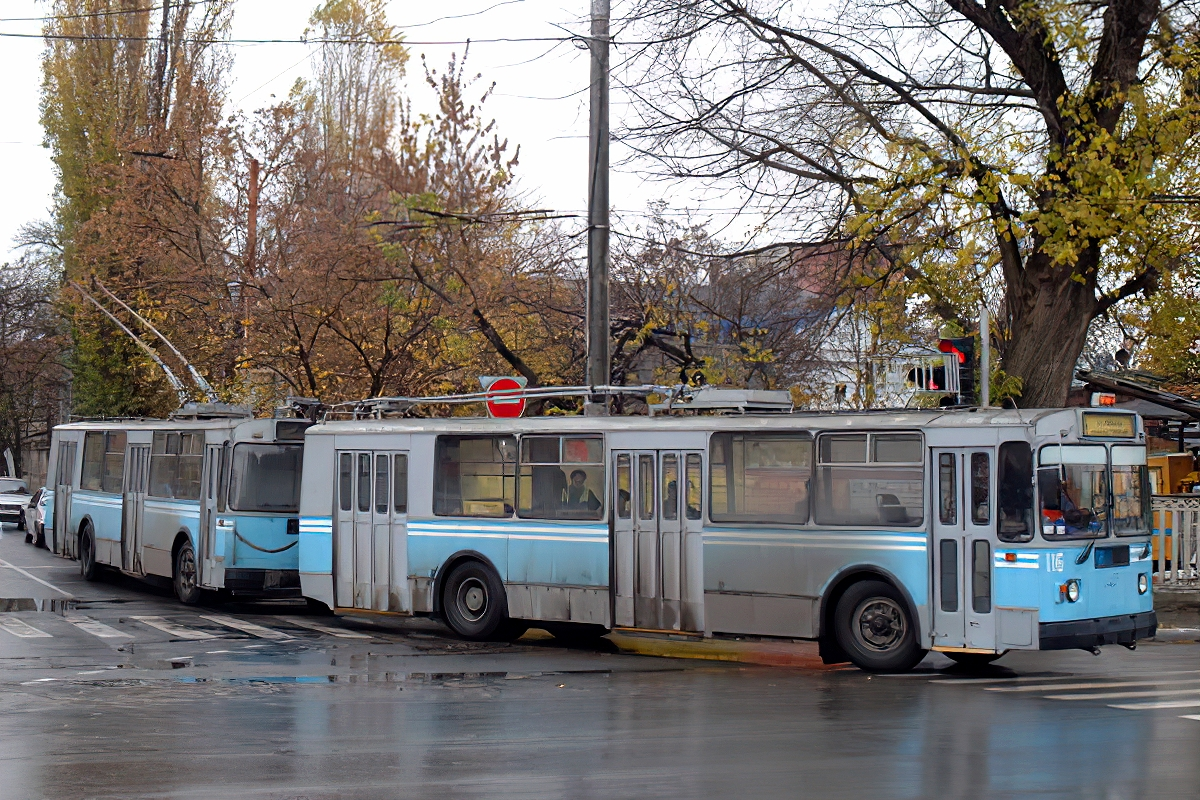
クラスノダールのトロリーバスの総括制御運転（2008年撮影）